# Karin Hanczewski

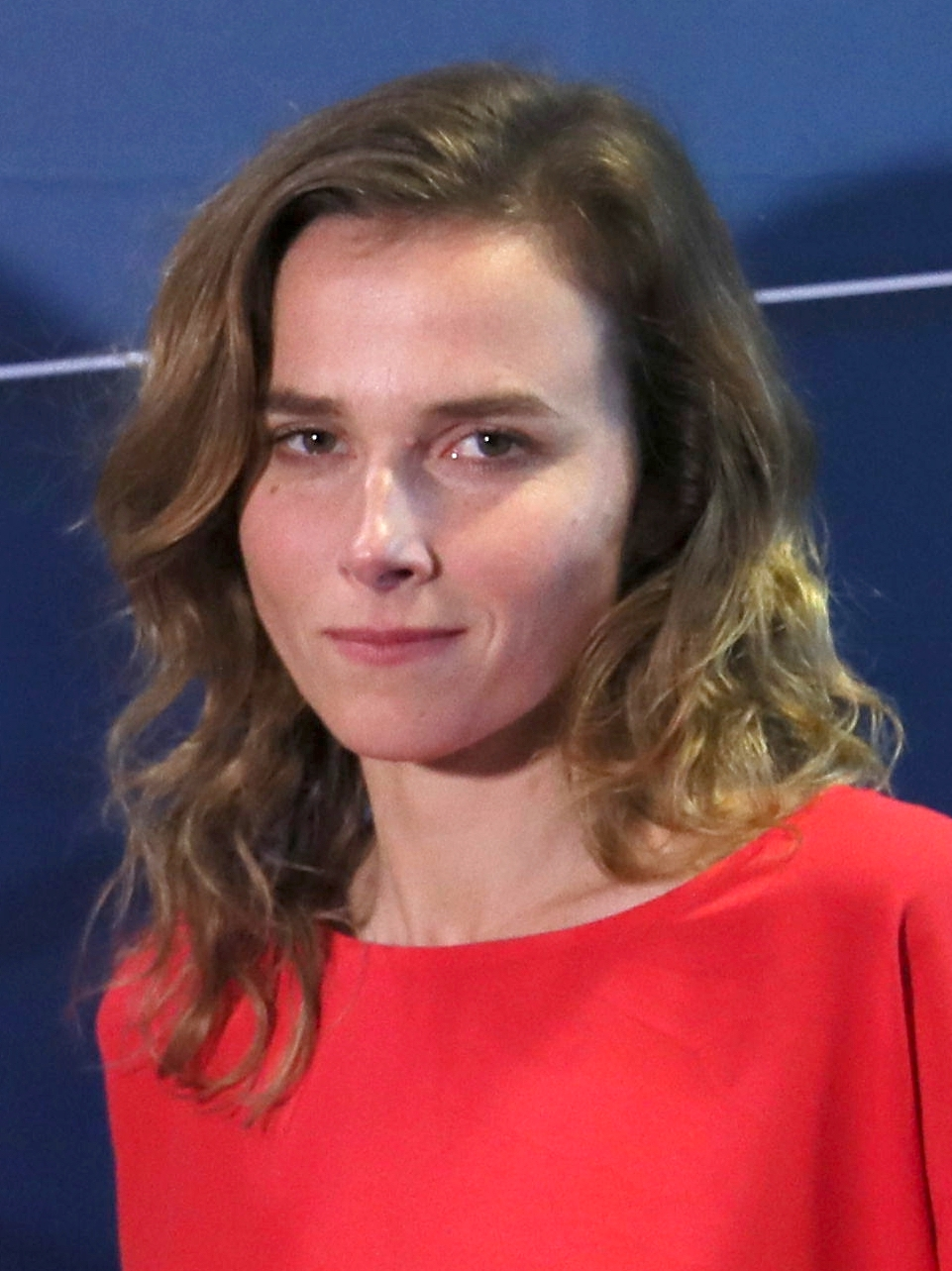
Karin Hanczewski, 2018

Karin Hanczewski (* 22. Dezember 1981 in West-Berlin) ist eine deutsche Schauspielerin.

## Leben und Karriere
Hanczewski stammt aus einer polnischen Familie und wuchs in Berlin-Rudow auf. Nach einer 2002 begonnenen vierjährigen Ausbildung am Europäischen Theaterinstitut Berlin bekam sie von 2005 bis 2008 ein Festengagement am Jungen Theater Göttingen.
Erste Film- und Fernsehrollen erhielt sie unter anderem in dem Debütfilm Marla von Marta Malowanczyk, in dem sie die Hauptrolle spielte und der für den Filmpreis First Steps nominiert war, sowie im Tatort … es wird Trauer sein und Schmerz. Seitdem war sie in Kurz-, Kino- und Fernsehfilmen zu sehen. Des Weiteren spielte sie von 2009 bis 2012 jedes Jahr in einem Theaterstück mit. Im März 2022 wurde der Film Auf dem Grund in der ARD ausgestrahlt, in dem sie an der Seite von Claudia Michelsen, Michael Wittenborn und Eleonore Weisgerber spielt.
Von 2016 bis 2025 war sie für den MDR im Ermittlerteam Gorniak, Winkler und Schnabel der Fernsehreihe Tatort als Kommissarin Karin Gorniak zu sehen.
Im Mai 2023 teilte der Mitteldeutsche Rundfunk mit, dass sie ihre Rolle beim Tatort mit der Folge Herz der Dunkelheit abschließen wird. Die letzte Folge mit ihr war Anfang 2025 zu sehen (Ausstrahlung am 2. Februar 2025).
Im März 2024 beteiligte sich Hanczewski zusammen mit weiteren Prominenten und Influencern an einem öffentlichen Tierschutz-Aufruf, der sich an den Discounter Lidl richtete. Anlass ist, dass Lidl wegen tierquälerischer Zustände bei seinen zuliefernden Hühnermastbetrieben immer wieder Negativschlagzeilen macht („Lidl-Fleischskandal“).

## Privates
Im Februar 2021 outete sich Hanczewski im Rahmen der Initiative #actout im SZ-Magazin zusammen mit 184 anderen lesbischen, schwulen, bisexuellen, queeren, nicht-binären und trans* Schauspielern als queer.
Die Initiative wurde von Godehard Giese, Eva Meckbach und Hanczewski selbst gemeinsam initiiert, um in ihrer Branche und in der Gesellschaft weitere Akzeptanz zu schaffen. Sie gibt im Interview an, vor einem Coming-out mit Blick auf weitere Rollenangebote gewarnt worden zu sein, nachdem sie für den Tatort besetzt worden war.
Hanczewski lebt in Berlin-Kreuzberg.

## Filmografie (Auswahl)
- 2009: Tatort: … es wird Trauer sein und Schmerz (Fernsehreihe)
- 2009, 2013: SOKO Wismar (Fernsehserie, verschiedene Rollen, 2 Folgen)
- 2012: Der Kriminalist (Fernsehserie, Folge Ohnmacht)
- 2012–2015: Reiff für die Insel (Fernsehreihe) → siehe Episodenliste
- 2013, 2015: Notruf Hafenkante (Fernsehserie, 2 Folgen)
- 2013, 2016: Alarm für Cobra 11 – Die Autobahnpolizei (Fernsehserie, verschiedene Rollen, 2 Folgen)
- 2014: Der Tatortreiniger (Fernsehserie, Folge Fleischfresser)
- 2014: Stromberg – Der Film
- 2014: Let’s go! (Fernsehfilm)
- 2014: Ein Fall von Liebe (Fernsehserie, Folge Die Frau an seiner Seite)
- 2014: Morden im Norden (Fernsehserie, Folge Zivilcourage)
- 2015: Im Sommer wohnt er unten
- 2015: Meuchelbeck (Fernsehserie, 6 Folgen)
- 2015: SOKO Leipzig (Fernsehserie, 4 Folgen)
- 2016: Böser Wolf – Ein Taunuskrimi (Fernsehreihe, Zweiteiler)
- 2016: Lotte
- 2016: Ein Fall für zwei (Fernsehserie, Folge Zerplatzter Traum)
- 2016–2025: Tatort → siehe Gorniak, Winkler und Schnabel
- 2017: Familie ist kein Wunschkonzert (Fernsehfilm)
- 2017: Blind & Hässlich
- 2017: Ava
- 2017: Die Familie
- 2018: Kommissarin Heller: Vorsehung (Fernsehreihe)
- 2018: Rückenwind von vorn
- 2018: jerks. (Fernsehserie, Folge Escort)
- 2018: Kill Me Today, Tomorrow I’m Sick!
- 2018: Kroymann (Satiresendung, 1 Folge)
- 2019: Bruder Schwester Herz
- 2021, 2023: Loving Her (Fernsehserie, 4 Folgen)
- 2021: Bulldog
- 2022: Auf dem Grund
- 2022: Bis es mich gibt
- 2022: Blind ermittelt – Tod im Prater (Fernsehreihe)
- 2023: Ein starkes Team: Im Namen des Volkes (Fernsehreihe)
- 2023: Der Kroatien-Krimi: Der Todesritt (Fernsehreihe)
- 2023: Der neue Freund (Fernsehfilm)
- 2023: Parlament (Fernsehserie)
- 2024: A Better Place (Fernsehserie)